# 赫羅皮涅

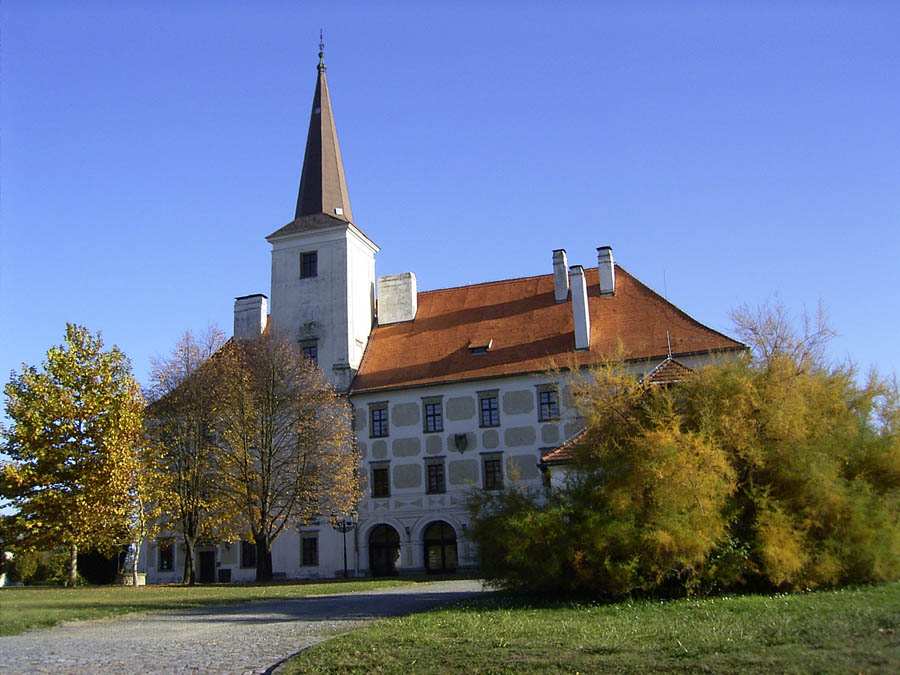

赫羅皮涅是捷克的城鎮，位於該國東部，距離克羅梅日什7公里，由茲林州負責管轄，面積19平方公里，海拔高度195米，鎮上的城堡建於1615年，2006年人口5,165。

## 外部連結
- Official website （页面存档备份，存于） （捷克文）